# Пик, Энди
Э́ндрю (Э́нди) Майкл Пик (англ. Andrew "Andy" Michael Peake; 1 ноября 1961) — английский футболист, полузащитник. Выступал за футбольные клубы «Лестер Сити», «Гримсби Таун», «Чарльтон Атлетик» и «Мидлсбро», а также за сборные Англии до 18, до 20 лет и до 21 года.

## Клубная карьера
Родился в городе Маркет-Харборо (графство Лестершир). Футбольную карьеру начал в клубе «Эндерби Джуниорс», за который выступал с 11 до 16 лет, в июле 1978 года подписал любительский контракт с клубом «Лестер Сити». 6 января 1979 года 17-летний Пик дебютировал за «лис» в игре Кубка Англии против «Норвич Сити», а чуть позже в том же месяце подписал свой первый профессиональный контракт. В сезоне 1979/80 помог «лисам» выиграть Второй дивизион. В высшем дивизионе Пик помог команде одержать две победы над «Ливерпулем», забив гол в первом матче против «красных». Однако по итогам сезона 1980/81 «Лестер Сити» выбыл из высшего дивизиона. Пик выступал за «Лестер Сити» до 1985 года на позиции плеймейкера.
В августе 1985 года перешёл в «Гримсби Таун», где провёл один сезон. С 1986 по 1991 год выступал за «Чарльтон Атлетик». В сезоне 1986/87 помог команде дойти до финала Кубка полноправных членов, в котором «Чарльтон Атлетик» проиграл клубу «Блэкберн Роверс». В 1991 году перешёл в «Мидлсбро». В сезоне 1991/92 помог команде занять второе место во Втором дивизионе и выйти в высший дивизион: им стала образованная в 1992 году английская Премьер-лига. В первом сезоне Премьер-лиги Энди Пик провёл 33 матча, однако «Мидлсбро» занял предпоследнее место и выбыл из высшего дивизиона. Пик выступал за клуб до 1994 года, после чего завершил карьеру.

## Карьера в сборной
С 1979 по 1980 год провёл 7 матчей за сборную Англии до 18 лет, забив 1 гол (в дебютной игре против датчан 31 октября 1979 года). В мае 1980 года выиграл юниорский турнир УЕФА в ГДР.
В октябре 1981 года провёл 6 матчей за сборную Англии до 20 лет в рамках чемпионата мира среди молодёжных команд в Австралии (на турнире англичане заняли четвёртое место).
7 апреля 1981 года провёл свой единственный матч за сборную Англии до 21 года — это была игра против сборной Польши на лондонском стадионе «Болейн Граунд».

## Достижения
«Лестер Сити»
- Победитель Второго дивизиона: 1979/80

Сборная Англии (до 18 лет)
- Победитель Юниорского турнира УЕФА: 1980

Сборная Англии (до 21 года)
- Победитель чемпионата Европы (до 21 года): 1982

## Вне футбола
После завершения карьеры футболиста работал офицером полиции Лестершира с 1994 по 2016 год.